# A Natural Disaster
A Natural Disaster (рус. Стихийное бедствие) — седьмой студийный альбом британской группы Anathema. Был выпущен в 2003 году лейблом Music for Nations.
Дэниел Кавана написал основную часть материала для альбома за два года до его выхода в свет. Остальное сочинено незадолго до самого процесса студийных сессий. При этом половина композиций написана на клавишных, а другая половина — на акустической гитаре.

## Музыка
По словам Дэнни Кавана, данный альбом, по сравнению с предыдущими, стал более простым и, в некоторой степени, более мрачным. В то же время альбом записывался с ходу, чего ранее с группой никогда не было.
На альбоме вновь присутствует женский вокал Ли Дуглас (она также пела на трёх предыдущих альбомах группы). Также на двух песнях — «Are You There?» и «Electricity» — спел Дэниел Кавана.

## Оформление
Оформлением обложки альбома и его буклета занимался Тревис Смит. Тексты песен в буклете напечатаны подряд без разделения на композиции. Подобный способ представления был предложен Винсентом Кавана.

## Название альбома
По словам Дэниела Кавана название A Natural Disaster отражает настроение альбома. Подобное название можно использовать в качестве именования любой песни альбома (за исключением «Balance»). Само же словосочетание было придумано Дэниелом, когда он подумывал об уходе из Anathema. Так, в одной из бесед Дэниела с Дунканом Петтерсоном первый сказал, что у него настали сложные времена, на что Петтерсон ответил, что это «естественное, природное состояние» (A Natural Disaster). Таким образом подобный заголовок показался наилучшим для отображения музыки и текстов альбома.

## Список композиций
1. «Harmonium» — 5:28
2. «Balance» — 3:58
3. «Closer» — 6:20
4. «Are You There?» — 4:59
5. «Childhood Dream» — 2:10
6. «Pulled Under at 2000 Metres a Second» — 5:23
7. «A Natural Disaster» — 6:27
8. «Flying» — 5:57
9. «Electricity» — 3:51
10. «Violence» — 10:45

## Участники записи
- Винсент Кавана — вокал, гитара
- Дэниел Кавана — гитара, клавишные, бэк-вокал
- Лес Смит — клавишные, программирование
- Джейми Кавана — бас, программирование
- Джон Дуглас — ударные